# На подмостках сцены
«На подмо́стках сцены» — советский художественный фильм по водевилю Д. Ленского «Лев Гурыч Синичкин» в постановке 1956 года Константина Юдина с Василием Меркурьевым в главной роли. Классический водевиль, один из лучших в своём жанре.

## Сюжет
Российская империя, середина XIX века. Состарившийся, нищий драматический актёр Лев Гурыч Синичкин в поисках работы странствует по городам со своей юной дочерью Лизой. Они мечтают, что Лиза когда-нибудь добьётся успеха на сцене и станет известной актрисой.
Попав в очередной провинциальный город, Лев Синичкин, увидев на театральной афише имя знакомой актрисы — Раисы Миничны Сурмиловой, пытается с её помощью пристроить дочь в театр. Но местная примадонна со вздорным характером предлагает для Лизы место «фигурантки» — рядовой актрисы в массовке, а затем и вовсе отказывает Синичкину, не допуская никакого соперничества на сцене.

Не желающий отступать Лев Гурыч идёт на хитрость и обман, пытаясь заменить Сурмилову своей Лизой на очередном представлении. Разъярённая Сурмилова, обладающая большими связями и высокими покровителями, начинает мстить…

## В ролях
- Василий Меркурьев — Лев Гурыч Синичкин, актёр
- Лилия Юдина — Лиза, его дочь
- Татьяна Карпова — Сурмилова Раиса Минична, актриса
- Николай Афанасьев — Князь Ветринский Серж
- Михаил Яншин — Борзиков Фёдор Семёнович, драматург
- Юрий Любимов — Граф Зефиров
- Сергей Блинников — Пустославцев Пётр Петрович, содержатель театра
- Станислав Чекан — Степан, кучер
- Александр Сашин-Никольский — Суфлёр

В эпизодах
- Елена Савицкая — Актриса, в роли королевы и старухи
- Инна Фёдорова — Торговка яблоками
- Григорий Абрикосов — Козачинский, командир гусар
- Пётр Репнин — Налимов, сотрудник театра
- Юрий Яковлев — Чахоткин, актёр
- Владимир Трошин — Тимченко, гусар
- Николай Кутузов — Шарманщик

Нет в титрах
- Фёдор Селезнёв — Дорофей, слуга
- Георгий Светлани — Друг Льва Гурыча, приютивший Синичкиных
- Георгий Гумилевский — Мужик в трактире
- Николай Сергеев — Часовой на шлагбауме
- Александр Хвыля — Актёр-жрец
- Анна Шилова — Молодая актриса
- Тамара Яренко (Мирошниченко) — Актриса[1]
- Зинаида Сорочинская
- Вера Петрова

## Съёмочная группа
- Сценарий Михаила Вольпина, Николая Эрдмана
- Постановка Константина Юдина
- Режиссёр — Владимир Герасимов
- Операторы: Игорь Гелейн, Валентин Захаров
- Художники: Владимир Егоров, Георгий Турылёв
- Композитор — Василий Ширинский
- Звукооператор — Виктор Зорин
- Звукооформитель — А. Ванециан
- Монтаж А. Кульганек
- Редактор — Н. Орлов
- Постановка танцев Александра Румнева
- Художники по костюмам: Е. Куманьков, Т. Каспарова
- Художник-гримёр — В. Фетисов
- Ассистенты:

режиссёра — О. Герц
оператора — Е. Гимпельсон
художника — А. Макаров
- Комбинированные съёмки:

Операторы: Александр Ренков, И. Фелицин
Художник — Н. Звонарёв
- Директор картины — Г. Харламов
- Оркестр Главного управления по производству фильмов

Дирижёр — Арнольд Ройтман

## Факты
- Съёмки проходили в старой части (Торговых рядах) Костромы, в Касимове и усадьбе Валуево